# Joseph Wujciak
Joseph Wujciak, andere Schreibweise Josef Wujciak, (* 26. Oktober 1901 in Helbra; † 6. Oktober 1977 ebenda) war ein deutscher Politiker (CDU). Er war Abgeordneter des Landtags von Sachsen-Anhalt und der Volkskammer der DDR.

## Leben
Der Sohn eines Bergmanns aus dem Mansfelder Land wurde nach dem Besuch der katholischen Volksschule ebenfalls Bergmann. Von 1915 bis 1945 arbeitete er als Trecker, Füller und Hauer im Mansfelder Kupferbergbau. Im Jahr 1918 wurde er Mitglied des Christlichen Bergarbeiterverbandes und 1927 der Zentrumspartei. Wujciak legte 1929 die Häuerprobe (Meisterprüfung) ab.
Nach dem Ende des Zweiten Weltkrieges trat er 1945 in die CDU in der Sowjetischen Besatzungszone und den FDGB ein. Von 1945 bis 1948 arbeitete er als Hauer, Instrukteur und Sachbearbeiter für Technisch-begründete Arbeitsnormen (TAN). Gemeinsam mit Fritz Himpel stieß Wujciak im Oktober 1948 die „Hennecke-Bewegung“ im Kupferbergbau an.
Ab 1948 war er Vorsitzender des CDU-Kreisverbandes Eisleben und Mitglied des CDU-Landesausschusses Sachsen-Anhalt. Wujciak wurde im Mai 1949 Mitglied des 2. Volksrates der SBZ und bei der Gründung der DDR im Oktober 1949 Abgeordneter der Volkskammer. Am 26. März 1950 wurde Wujciak zum zweiten Vorsitzenden der Deutsch-Polnischen Gesellschaft für Frieden und gute Nachbarschaft gewählt. Vom 4. Juni 1950 bis Juli 1952 fungierte er als Vorsitzender des CDU-Landesverbandes Sachsen-Anhalt. Kraft dieses Amtes wurde er am 6. Juni 1950 als Mitglied des Politischen Ausschusses des Hauptvorstandes der CDU bestätigt. Im Oktober 1950 wurde er in den Landtag von Sachsen-Anhalt und am 3. November 1950 zum Vizepräsidenten des Landtages gewählt. Nach der Auflösung der Länder und Bildung der Bezirke in der DDR war er von August 1952 bis Januar 1957 Vorsitzender des CDU-Bezirksvorstandes Halle. Wujciak war bis 1958 Mitglied der Volkskammer. Dem Politischen Ausschuss des CDU-Hauptvorstandes gehörte er bis zum 7. Parteitag im September 1954 an, blieb aber bis 1958 Mitglied des Hauptvorstandes.
Wujciak lebte zuletzt als Rentner im Haus seiner Eltern in Helbra.

## Auszeichnungen
- 1948 Titel Aktivist
- 1949 Nationalpreis der DDR
- 1951 Kommandeurkreuz des Ordens Polonia Restituta der Volksrepublik Polen

## Darstellung Wujcziaks in der bildenden Kunst
- Paul Heymann (* 1883): Josef Wujcziak (1949, Tafelbild; Mansfeld-Galerie Hettstedt)[7]